# Daniel Quesada Barrera
Daniel Quesada Barrera (Barcelona, 26 de septiembre de 1995) es un deportista español que compite en taekwondo, campeón mundial en 2022 y campeón europeo en 2024.
Ganó dos medallas en el Campeonato Mundial de Taekwondo, en los años 2019 y 2022, y dos medallas en el Campeonato Europeo de Taekwondo, en los años 2021 y 2024.
En los Juegos Europeos de Cracovia 2023 consiguió una medalla de bronce en la categoría de –74 kg.

## Palmarés internacional
| Campeonato Mundial | Campeonato Mundial       | Campeonato Mundial | Campeonato Mundial |
| Año                | Lugar                    | Medalla            | Categoría          |
| ------------------ | ------------------------ | ------------------ | ------------------ |
| 2019               | Mánchester (Reino Unido) | Medalla de bronce  | –74 kg             |
| 2022               | Guadalajara (México)     | Medalla de oro     | –74 kg             |
| Juegos Europeos    |                          |                    |                    |
| Año                | Lugar                    | Medalla            | Categoría          |
| 2023               | Krynica-Zdrój (Polonia)  | Medalla de bronce  | –74 kg             |
| Campeonato Europeo |                          |                    |                    |
| Año                | Lugar                    | Medalla            | Categoría          |
| 2021               | Sofía (Bulgaria)         | Medalla de bronce  | –74 kg             |
| 2024               | Belgrado (Serbia)        | Medalla de oro     | –74 kg             |